# A hercegnő és a hét törpe
A hercegnő és a hét törpe (eredeti cím: Red Shoes and the Seven Dwarfs) 2019-es angol nyelvű dél-koreai számítógépes animációs fantasyfilm, amelyet Sung-ho Hong rendezett. A film alapjául a Grimm fivérek 1812-es Hófehérke című, német nyelvű meséje szolgált. Angol nyelvű címe utalás Hans Christian Andersen 1845-ös dán meséjére, a The Red Shoes-ra (eredeti címén De røde sko). A szereplők eredeti hangját Chloë Grace Moretz, Sam Claflin, Gina Gershon, Patrick Warburton és Jim Rash kölcsönzi.
Dél-Koreában 2019. július 25-én mutatták be a mozikban. Magyarországon 2021. július 29-én jelent meg a Vertigo Média Kft. forgalmazásában.

## Cselekmény
Egy csapat hős herceg, a Rettenthetetlen hetes – Merlin, Arthur, Jack, Hans és az egypetéjű hármasikrek, Pino, Noki és Kio – megmentik a Tündérhercegnőt a sárkánytól. Azonban amint meglátják a lány zöld arcát, azt feltételezik, hogy boszorkány, ezért megtámadják. A lány megátkozza őket; zöld törpékké változnak, ha az emberek rájuk néznek, és az átkot csak úgy lehet visszafordítani, ha „a világ legszebb nőjétől” kapnak egy csókot.
Hét évvel később a király túlsúlyos, de erős lánya, Hófehérke hercegnő („Snow”) visszatér a családi kastélyba, ahol mostohaanyja, Regina királynő vette át az irányítást. Talál egy naplót arról, hogyan szerezte meg Regina királynő a királyságot, amelyben apja, a törvényes király figyelmezteti, hogy ne nyúljon hozzá a fán lógó vörös cipőhöz. Hófehérke ennek ellenére felveszi a cipőt, és az átváltoztatja őt önmaga karcsúbb változatává. Regina királynő hirtelen rátámad, nem tudván, hogy ő Hófehérke. Hófehérke elmenekül, de a törpék házánál összeesik, ezzel riasztva a közelben lévő hetest. Azok támadásra készülnek, mert azt hiszik, ő a Tündérhercegnő, de miután meglátják, befogadják az otthonukba. A törpék házában Hófehérke döbbenten látja magát a tükörben, és „Vörös Cipő”-ként mutatkozik be. A hetes azonnal el van ragadtatva tőle, és igyekeznek lenyűgözni a lányt, hogy megcsókolhassa őket. Regina felfogadja a szomszédos birodalom önző Tucat hercegét, aki katonáit Hófehérke után küldi, bár a lányt Merlin megmenti. Tucat megtámadja a törpéket, és megpróbálja elrabolni Vörös Cipőt, de nem sikerül. Azon az éjszakán Hófehérke és Merlin érzelmileg közelebb kerülnek egymáshoz. Regina egy varázsalmát ad Tucatnak és testőreinek, ezáltal szörnyeteggé változnak.
Egy félreeső erdőben Hófehérke megpróbál Merlinnek utalást adni valódi énjére, de ehelyett bevallja neki az érzéseit, és megcsókolják egymást. Merlin megdöbbenve látja, a csók nem törte meg az átkot, mivel még mindig azt hiszi, Hófehérke a prófétai szép nő. Visszaveri Tucat támadását, aki egy folyóba zuhan, és magával rántja Merlint. Hófehérke megmenti Merlint, de véletlenül elveszíti a cipőjét, és visszaváltozik valódi külsejévé. Leszidja Merlint, amiért csak a külseje miatt segít neki, mire az szégyenkezve távozik. Ezután újra felveszi a cipőjét, remélve, hogy újra kibékülhet vele. Merlin beszélget törpe énjével, és miután rájön, Hófehérke önmagáért szereti, úgy dönt, segíteni fog neki. Az erdőben Regina királynő Merlinnek álcázza magát, és arra kéri Hófehérkét, hogy egyen az almából és vegye le a cipőjét, de megérkezik az igazi Merlin, és a leleplezett királynő elmenekül Hófehérkével.
Regina királynő próbálja kényszeríteni Hófehérkét az alma elfogyasztására. Amikor a mostohalánya visszautasítja, azzal fenyegetőzik, hogy megöli az elrabolt Merlint. Hófehérke elmondja Merlinnek, hogy mentse meg az apját, és megeszi az almát, amitől almafává változik. Merlinnek nem sikerül kiszabadulnia a királynő tükréből, amíg a többi törpe meg nem menti őt. Merlin feláldozza magát; Reginával együtt lezuhan a kastélyból, és ezzel megmenti Hófehérkét. Pino, Noki és Kio elviszik őt Hófehérkéhez, és bevallja őszinte érzelmeit, mielőtt a lány karjaiban meghalna. Hófehérke egy utolsó csókot ad Merlinnek, ami feléleszti őt, és örökre visszanyeri emberi formáját. Boldogan fogadják el egymás külsejét, míg a többi törpét továbbra is zavarba hozza Hófehérke valós külseje.
A végefőcímben Hófehérke és Merlin összeházasodnak, míg a többi herceg megtalálja a saját szokatlan kinézetű barátnőjét. A Tündérhercegnő kihalássza Tucatot a folyóból, és egy másik zöld törpévé változtatja, miután az durva megjegyzést tesz rá.

## Szereplők
| Szereplő               | Eredeti hang        | Magyar hang         |
| ---------------------- | ------------------- | ------------------- |
| Hófehérke / Vörös cipő | Chloë Grace Moretz  | Csifó Dorina        |
| Merlin                 | Sam Claflin         | Szatory Dávid       |
| Regina királynő        | Gina Gershon        | Kovács Nóra         |
| Varázstükör            | Patrick Warburton   | Végh Péter          |
| Tucat herceg           | Jim Rash            | Kovács Lehel        |
| Arthur                 | Simon Kassianides   | Fehér Tibor         |
| Jack                   | Frederik Hamel      | Csiby Gergely       |
| Hans                   | Nolan North         | Miller Dávid        |
| Fehér Király           | Nolan North         | Harmath Imre        |
| Szakállas iker őr      | Nolan North         | Barabás Kiss Zoltán |
| Bajszos iker őr        | Nolan North         | Bognár Tamás        |
| Pino                   | Frank Todaro        | Rada Bálint         |
| Noki                   | Frank Todaro        | Hajdu Tibor         |
| Kio                    | Frank Todaro        | Hamvas Dániel       |
| Szobrász               | Brian T. Delaney    | Bergendi Áron       |
| Maci                   | Ava Kolker          | Engel-Iván Lili     |
| Maci                   | Asher Blinkoff      | Gáll Dávid          |
| Maci                   | Juju Journey Brener | Csikos Léda         |

### Magyar változat
- Bemondó: Németh Kriszta
- Magyar szöveg: Petőcz István
- Hangmérnök: Hollósi Péter
- Vágó: Pilipár Éva
- Gyártásvezető: Vigvári Ágnes
- Szinkronrendező: Molnár Kristóf
- Produkciós vezető: Jávor Barbara

A szinkront a Direct Dub Studios készítette el.

## Fogadtatás
A film általánosságban vegyes véleményeket kapott a kritikusoktól. A Rotten Tomatoes weboldalon 5 kritika értékelésének 40%-a pozitív, az átlagos pontszáma 4,60/10.